# Академічна шапочка

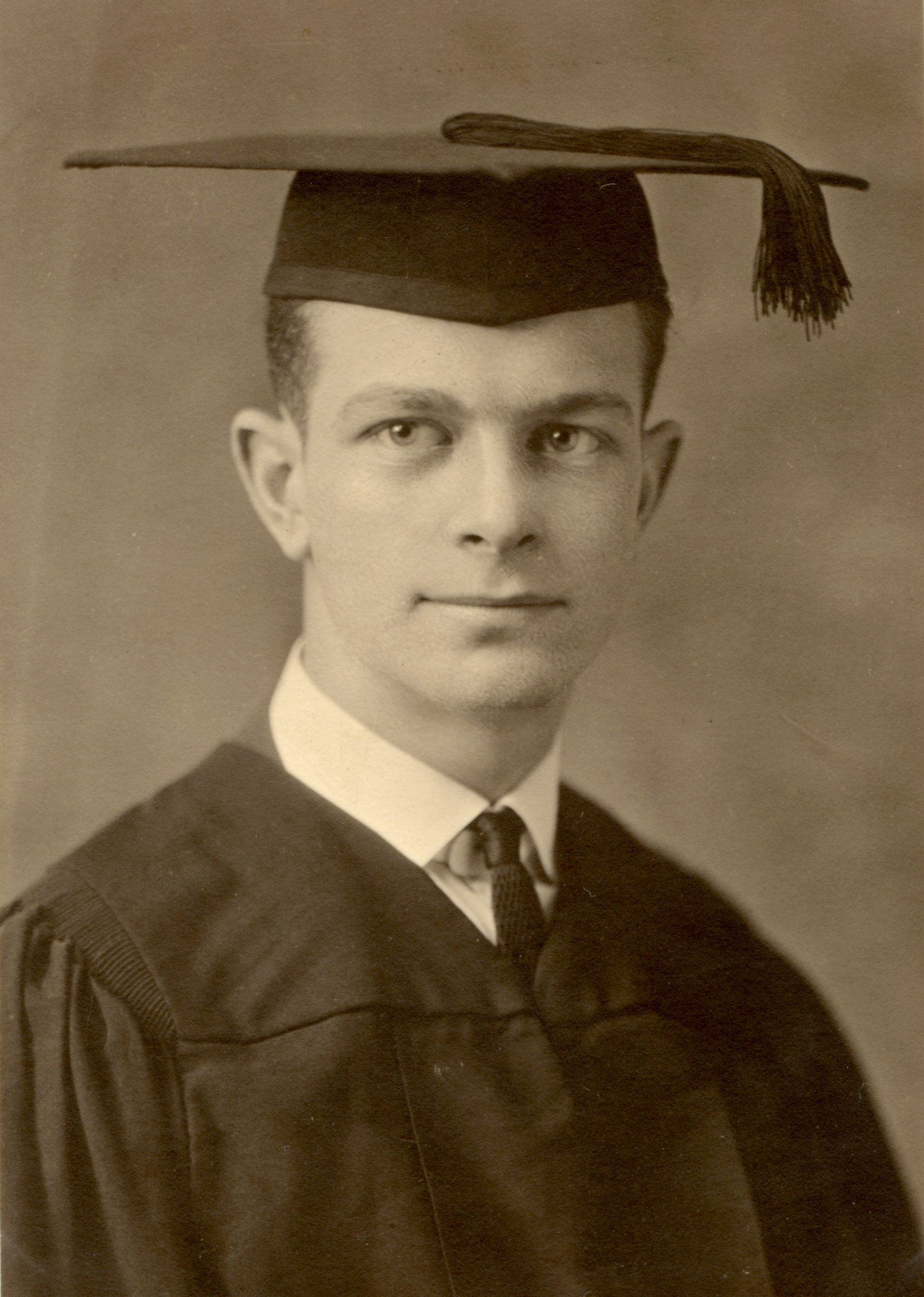
Випускний портрет Лайнуса Полінга в академічній шапочці, 1922

Квадратна академічна шапочка (англ. square academic cap), також шапочка магістра, конфедератка, боне́т — головний убір, що не має полів і має форму квадрата на основі та прикріпленої до її центру китиці. Разом з мантією й інколи капюшоном цей головний убір складає урочисте вбрання викладачів і випускників закладів освіти у багатьох країнах, що наслідують британську модель освіти.

## Походження
Вважається, що академічна шапка походить від шапки схожої форми, яке носило тільки духовенство вищого чину. Чотиригранна шапочка-конфедератка означала єдність багатогранності та різноманітності життя та мудрої стійкості тих, хто здобув найвищі знання.

## Китиця
Китиця або бонет — важливий елемент убору, який може демонструвати ступінь вченості людини. Ті, хто продовжують здобувати знання — носять китицю з правої сторони конфедератки. А у випускників-магістрів або ж бакалаврів цей академічний атрибут має розташовуватися зліва. Китиця може бути прикрашена брелоком у формі цифр року випуску. Для учнів шкіл китиця має або колір школи, або три кольори. Для відмінників вона може бути золотою. В університетах США використовують китиці чорного кольору або кольору коледжу/університету. В академічному одязі окремих університетів використовують кольорові китиці, які позначають високі академічні досягнення випускників.